# Bernhard Buchholz

Bernhard Buchholz

Bernhard Buchholz (* 19. August 1870 in Knopen, Landkreis Heilsberg, Ostpreußen; † 20. Juni 1954 in Amberg, Bayern) war ein deutscher Politiker (Zentrum).

## Leben und Wirken
Bernhard Buchholz wurde 1870 in dem Dorf Knopen bei Guttstadt in Ostpreußen geboren. Nach dem Besuch der Volksschule in Knopen und des Gymnasiums in Allenstein, Braunsberg und Neustadt in Westpreußen, wo er 1892 das Abitur ablegte, studierte er Rechtswissenschaften in Breslau und in Königsberg. Seit 1892 war er Mitglied der katholischen Studentenverbindung KDStV Winfridia Breslau. Seit 1896 stand Buchholz als Referendar im Dienst des Oberlandesgerichts Königsberg. Von Oktober 1896 bis Oktober 1897 gehörte Buchholz dem Fußartillerie-Regiment „von Linger“ in Königsberg an. Nach dem zweiten juristischen Staatsexamen ließ er sich als Rechtsanwalt und Notar in Neumark in Westpreußen nieder. 1903 heiratete Buchholz Elisabeth Orlowski, eine Tochter des Karl Orlowski und der Julie Orlowski, geborene Kluth. Aus der Ehe ging unter anderem die spätere Bundestagsabgeordnete Maria Jacobi (⚭ mit dem Chemiker Karl-Rudolf Jacobi) hervor.
1910 wurde Buchholz Eigentümer des Ritterguts Jakobkowo im Kreis Löbau (Westpreußen). Politische Ämter übernahm Buchholz als Stadtverordneter in Neumark und als Vertreter der Stadt Neumark im Kreistag des Kreises Löbau.
Am Ersten Weltkrieg nahm Buchholz erst als Batterieführer, später als Kommandant eines Landwehr-Fußartillerie-Bataillons teil. Als der Kreis Löbau 1920 an Polen fiel (Polnischer Korridor), ließ Buchholz sich als Rechtsanwalt und Notar in Allenstein nieder. Im Juli 1922 wurde er Justitiar der dortigen Regierung. Im Januar 1923 wurde er zum Regierungsrat in Allenstein ernannt. Im Februar 1923 folgte die Ernennung zum Regierungsrat in Schneidemühl; kurz darauf, im Mai 1923, wurde er dort schließlich zum Oberregierungsrat befördert. Zuletzt wurde Buchholz, der auch Dezernent im Oberpräsidium der Provinz Grenzmark Posen-Westpreußen war, zum Regierungsdirektor befördert. 
Von Mai 1924 bis Mai 1928 saß Buchholz als Abgeordneter der katholischen Zentrumspartei im Reichstag.